# Emily Blunt
Pour les articles homonymes, voir Blunt.
Emily Blunt [ˈɛməli blʌnt], née le 23 février 1983 à Londres, dans le quartier de Wandsworth, est une actrice britannico-américaine.
Elle fait ses débuts dans une production théâtrale en 2001 avec The Royal Family. Elle apparaît ensuite dans le téléfilm Légions : Les Guerriers de Rome (2003) et interprète la reine Catherine Howard dans la mini-série Henry VIII (2003). Elle a fait ses débuts au cinéma en 2004 dans le drame My Summer of Love. Sa carrière fait une percée en 2006 quand elle joue dans le téléfilm Gideon's Daughter, qui lui permet d'obtenir le Golden Globe de la meilleure actrice dans un second rôle.
Emily Blunt accède à la notoriété internationale avec son rôle d'une assistante d’un magazine de mode dans la comédie Le diable s'habille en Prada (2006), qui lui vaut une nomination au BAFTA de la meilleure actrice dans un second rôle.
Par la suite, sa carrière la porte vers plusieurs genres : films biographiques avec Victoria : les jeunes années d’une reine (2009) et Oppenheimer (2023), films à suspense avec la franchise des Sans un bruit (2018 et 2020) et le thriller La Fille du train (2016), ou films plus familiaux avec la comédie d'aventure Jungle Cruise (2021) et les comédies musicales Into the Woods (2014) et Le Retour de Mary Poppins (2018). Elle collabore notamment à deux reprises avec le réalisateur Rob Marshall et avec John Krasinski, qui devient son époux.
Elle obtient sa première nomination aux Oscars 2024 dans la catégorie meilleure actrice dans un second rôle pour son travail sur Oppenheimer.

## Biographie

### Enfance et formation

En rouge, Wandsworth, ville où Emily Blunt est née.

Emily Olivia Leah Blunt naît le 23 février 1983 à Wandsworth, arrondissement du sud de Londres,. Elle est la deuxième des quatre enfants de Joanna, ancienne actrice et enseignante, et d'Oliver Simon Peter Blunt, avocat plaidant c.r.,,. Son grand-père est le major-général Peter Blunt et son oncle paternel est Crispin Blunt, député conservateur de la circonscription du Reigate. Elle considère ses parents comme ses « héros ».
De sept à quatorze ans, la jeune fille est atteinte de bégaiement. Dans une interview, elle raconte : « Je ne pouvais pas beaucoup parler, donc je ne regardais de plus près que les « gens normaux ». »
Lorsqu'elle a huit ans, sa mère l'emmène à des cours de relaxation, mais le résultat n'est pas à la hauteur de ses espérances. Ce n'est qu'à douze ans qu'elle parvient à vaincre son handicap en intégrant des cours de théâtre grâce aux conseils de son professeur qui lui suggère de prendre un accent différent et en lui disant qu'il a confiance en elle. Des années plus tard, elle confesse avoir « toujours été fascinée par les accents et la façon dont les gens parlent, les intonations qu'ils prennent… ». Elle remercie un professeur d'école de l'avoir aidée à surmonter le bégaiement en jouant.
Elle a ensuite siégé au conseil d’administration de l’American Institute for Stuttering. Emily Blunt a fréquenté la Ibstock Place School à Roehampton, dans le sud-ouest de Londres, et à seize ans, elle est allée à Hurtwood House, à Dorking, dans le Surrey, un collège privé de l'enseignement secondaire connu pour son programme d'arts de la scène. Là, elle a été découverte et engagée par un agent,.

## Carrière

### 2001-2004: débuts

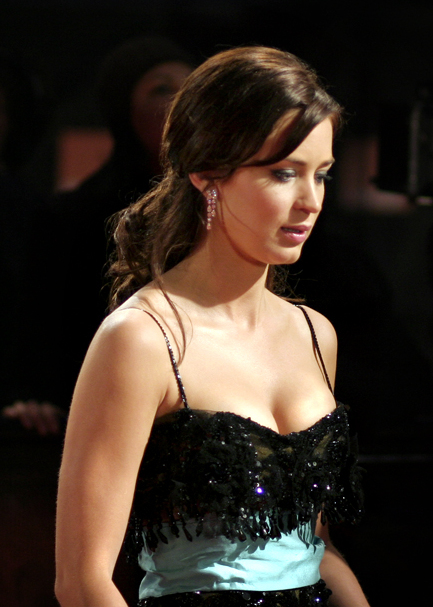
Emily Blunt au BAFTA en février 2007.

En novembre 2001, l’actrice fait ses débuts professionnels aux côtés de Judi Dench dans la pièce The Royal Family de Sir Peter Hall, dans laquelle elle incarnait Gwen, la petite-fille de Fanny Cavendish, incarnée par Dench. Le critique Tom Keatinge salue la production en écrivant que « la direction de Peter Hall et les décors d'Anthony Ward se combinent pour faire de The Royal Family un divertissement nocturne fantastique », et que « cela fournit un véhicule pour un jeu de la plus haute qualité, avec des performances fortes de l'ensemble ». Pour sa performance, Emily Blunt a été nommée « meilleure nouvelle venue » par l'Evening Standard. En 2002, elle a ensuite joué Eugenie dans Vincent in Brixton de Nicholas Wrightau National Theatre et Juliette dans la production d'Indhu Rubasingham de Roméo et Juliette au Chichester Festival Theatre. En 2003, elle fait ses débuts à la télévision avec le téléfilm Légions : Les Guerriers de Rome, sur la vie de Boadicée, reine du peuple Iceni en Grande-Bretagne au Ier siècle et à sa lutte contre les légions romaines pendant la conquête romaine de la Bretagne. La même année, elle est félicitée pour son interprétation de la reine Catherine Howard dans la mini-série Henry VIII.
En 2004, Blunt a reçu une attention particulière pour sa performance en tant que Tamsin dans le drame britannique indépendant My Summer of Love, une histoire d'amour gravitant autour de deux jeunes femmes issues de différents milieux sociaux et économiques dans la campagne anglaise. Le réalisateur Paweł Pawlikowski a fait l’éloge de la jeune actrice et de la co-vedette Natalie Press, déclarant dans une interview que « Natalie et Emily étaient extrêmement différentes et très originales, ce qui est une chose rare de nos jours. Elles évitent l’évidence et sont capables de jouer des attitudes complexes et conflictuelles. Avant tout, elles avaient de l’énergie, ce qui est essentiel pour un film ». James Berardinelli de ReelViews a encensé le film, le qualifiant de « bijou » perdu dans le « battage médiatique » des superproductions hollywoodiennes, et a déclaré que « Natalie Press et Emily Blunt sont […] superlatives. Elles clouent leurs alter-égos cinématographiques sans effort, utilisant des indices verbaux et non-verbaux pour puiser dans leurs émotions. Elles comprennent leurs personnages et utilisent leurs talents pour les rendre vivants ». Elle a partagé le prix Evening Standard British Film Award de la nouvelle venue prometteuse avec sa partenaire.

### 2005-2011: révélation critique
Emily Blunt a joué aux côtés de Bill Nighy et Miranda Richardson dans le téléfilm Gideon's Daughter, basé sur un scénario original écrit et réalisé par Stephen Poliakoff, dans lequel elle incarnait l'enfant unique en difficulté d'un spin doctor du New Labour, interprété par Nighy. Le téléfilm a fait ses débuts au Festival international du film des Hamptons en 2005 avant d'être diffusé à la télévision britannique en février 2006. Loué pour ses « performances exceptionnelles », Blunt a remporté le Golden Globe de la meilleure actrice dans un second rôle dans une série, une mini-série ou un téléfilm pour sa performance.

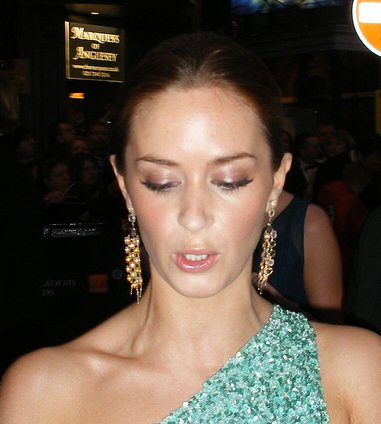
Emily Blunt en 2009.

Elle a ensuite joué aux côtés de Meryl Streep et Anne Hathaway dans la comédie Le Diable s'habille en Prada, qui se déroule dans le milieu de la mode à New York. Blunt y incarne Emily, assistante principale de la rédactrice en chef du magazine Runway, interprétée par Streep. Blunt et Hathaway ont été tenues de suivre un régime alimentaire strict pour leurs rôles, à tel point que Hathaway a révélé par la suite que cela les avait fait pleurer. Le film est à la fois un succès commercial et critique. Bien que Streep ait retenu l'attention pour son rôle, la performance de Blunt a également été saluée : selon Clifford Pugh du Houston Chronicle, elle s’impose dans la plupart des scènes du film. Blunt a été sélectionnée pour le BAFTA de la meilleure actrice dans un second rôle et le Golden Globe de la meilleure actrice dans un second rôle. Elle a participé à la 79e cérémonie des Oscars où elle a co-présenté le prix des meilleures costumes avec Hathaway. Blunt a ensuite partagé la vedette avec Susan Sarandon dans le drame indépendant Irresistible.
Blunt est de plus en plus en vue et, en 2007, elle apparaît dans quatre films : le film d'horreur Wind Chill, le drame romantique Lettre ouverte à Jane Austen, la comédie Coup de foudre à Rhode Island et la comédie dramatique historique La Guerre selon Charlie Wilson. En 2008, elle joue dans deux films, Sunshine Cleaning, dans le rôle de Norah Lorkowski, une jeune femme qui manque de réussite et qui démarre une entreprise de nettoyage de scènes de crimes avec sa sœur Rose, interprétée par Amy Adams. Le film a été présenté pour la première fois au Festival du film de Sundance en 2008, où il a reçu des critiques positives, notamment pour les performances d'Adams et de Blunt. Peter Travers de Rolling Stone Magazine a commenté que « ce film drôle et émouvant dépend de deux actrices capables de faire disparaître le risque biologique de clichés nocifs qui menacent de s'immiscer. Adams et Blunt font le travail ». AO Scott du New York Times a déclaré qu'« Amy Adams et Emily Blunt [...] attaquent leurs rôles avec vivacité et dévouement ... ». Elle a ensuite joué dans le film Mister Showman dans le rôle de Valerie Brennan, qui a été diffusé au même festival.
En 2009, Blunt dépeint la reine Victoria dans le drame historique indépendant Victoria : Les Jeunes Années d'une reine, réalisé par Jean-Marc Vallée et écrit par Julian Fellowes, qui se concentrait principalement sur son enfance et son règne, ainsi que sur son mariage avec le prince Albert de Saxe-Cobourg-Gotha. Blunt a admis avoir peu de connaissance de la reine, mais après avoir consulté sa mère, elle a découvert qu'elle était « remarquable » et « une femme du XXIe siècle ». La performance de Blunt a reçu des éloges critiques, et elle a été nommée pour le Golden Globe de la meilleure actrice dans un film dramatique et le Critics' Choice Movie Award de la meilleure actrice entre autres. Owen Gleiberman de Entertainment Weekly a conclu que « Blunt rend ce voyage à la fois authentique et pertinent ». La même année, Blunt a reçu le prix BAFTA Britannia de l'artiste britannique de l'année.
Elle a joué dans le court métrage Curiosity réalisé par Toby Spanton et a été le premier choix du réalisateur Jon Favreau pour jouer Black Widow dans Iron Man 2, mais en raison d'un emploi du temps chargé avec son rôle dans la comédie Les Voyages de Gulliver, elle a été obligée de renoncer au rôle, obtenu par Scarlett Johansson. Elle a également doublé le personnage de Matilda Mouseling, la mère du personnage principal, dans la série télévisée Angelina Ballerina: The Next Steps. En 2010, Blunt partage la vedette avec Benicio del Toro et Anthony Hopkins dans le film d’horreur Wolfman, une réadaptation du classique du même nom de 1941. Le film a reçu principalement des critiques négatives et selon le Los Angeles Times, il est l'un des plus gros échecs de tous les temps au box-office,. Le thriller de science-fiction L'Agence (2011), dans lequel elle joue le rôle principal auprès de Matt Damon, s'en sort mieux. Dans le film, Blunt incarne une danseuse « mystérieusement séparée » du personnage de Damon, un politicien. Le film a reçu des critiques généralement positives, louant l'alchimie entre Blunt et Damon. Blunt s'est vu proposer le rôle de l'agent Peggy Carter dans Captain America : First Avenger , mais comme pour l'offre pour Iron Man 2, elle l'a refusée.

### 2011-2014: science-fiction et comédies

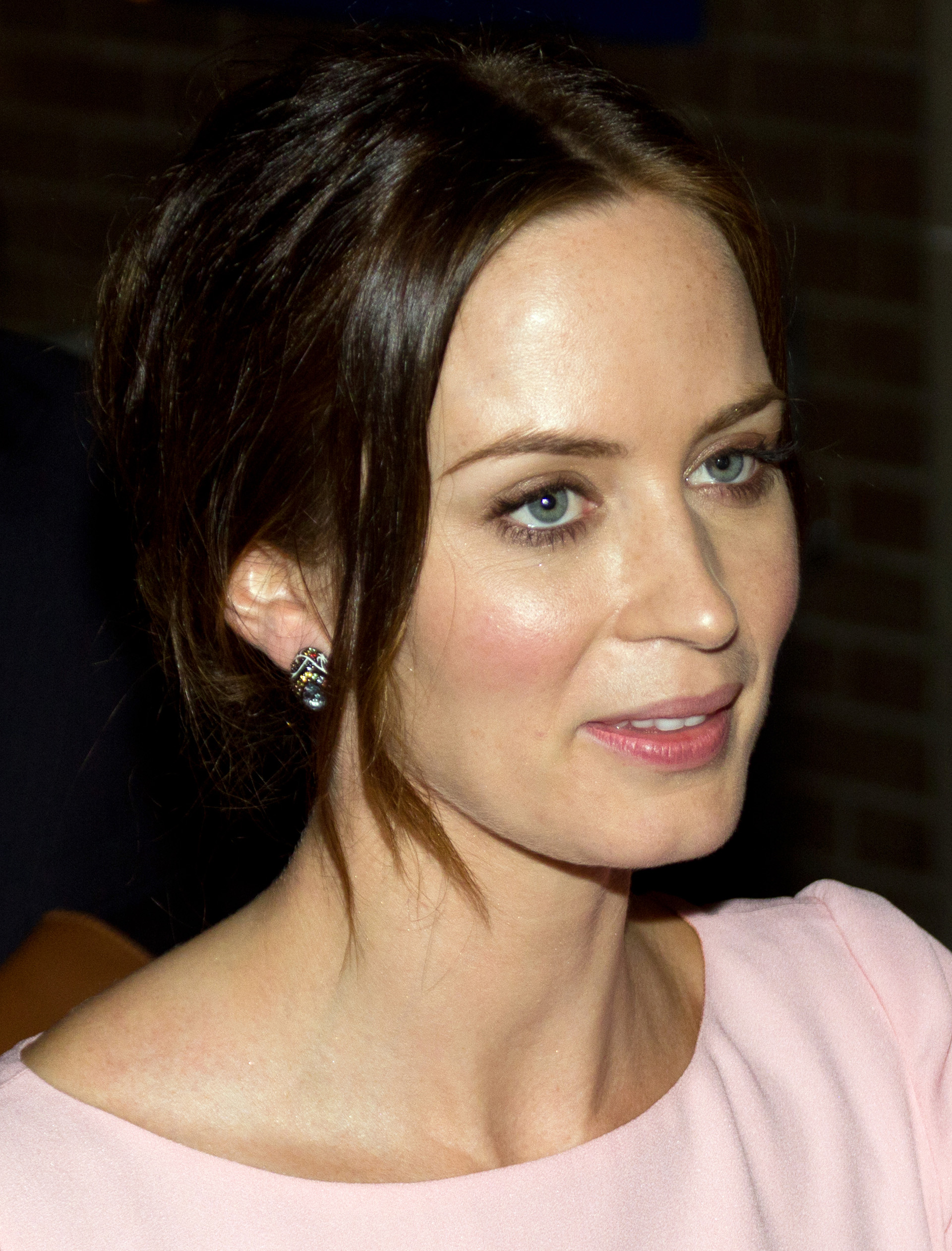
L'actrice au Festival de Toronto 2011, pour la présentation de Des saumons dans le désert.

Blunt a joué le rôle principal dans la comédie britannique Des saumons dans le désert, réalisée par Lasse Hallström et partageant l'affiche avec Ewan McGregor et Kristin Scott Thomas. Elle a joué le rôle d'une conseillère financière qui recrute un expert des pêches, interprété par McGregor, pour l'aider à réaliser la vision d'un cheikh consistant à introduire le sport de la pêche à la mouche dans le désert du Yémen, ce qui entraîne un voyage spirituel pour les deux personnages. Le film a été projeté pour la première fois au Festival international du film de Toronto et a reçu des critiques positives, tout comme les performances de Blunt et de McGregor. Kenneth Turan du Los Angeles Times a déclaré que « Blunt et McGregor sont deux des acteurs les plus doués et attrayants qui travaillent aujourd'hui, capables de se jouer avec beaucoup de style ... ». Blunt a été nommé au Golden Globe de la meilleure actrice dans un film musical ou une comédie pour sa performance. Cette année-là également, elle fait une apparition dans Les Muppets, le retour de Disney en tant que réceptionniste de Miss Piggy et joue dans la comédie dramatique indépendante Ma meilleure amie, sa sœur et moi , aux côtés de Rosemarie DeWitt et Mark Duplass. En novembre 2011, Blunt a été nommée ambassadrice du nouveau parfum d'Yves Saint Laurent, Opium.
En 2012, Blunt a joué dans la comédie Cinq Ans de réflexion, réalisée par Nicholas Stoller dans lequel elle partage l'affiche avec Jason Segel, dans laquelle elle et Segel jouent couple dont la relation devient tendue lorsque leurs fiançailles sont continuellement prolongées. Le film a reçu des critiques positives. Elizabeth Weitzman du New York Daily News a déclaré que « Blunt n’a jamais été aussi détendue, et elle et Segel ont une alchimie incroyablement chaude ». Elle a ensuite joué dans le thriller de science-fiction néo-noir Looper réalisé par Rian Johnson et en ayant comme co-vedettes Bruce Willis et Joseph Gordon-Levitt. Blunt joue Sara, une agricultrice et mère célibataire, qui aide et tombe amoureuse du personnage de Gordon-Levitt. Le film a été présenté au Festival international du film de Toronto comme film d'ouverture et a suscité des réactions très positives. Todd McCarthy du Hollywood Reporter, a attribué à Blunt le mérite « d'avoir [effectivement révélé] les côtés durs et vulnérables de Sara ». La même année, elle a joué dans la comédie dramatique Arthur Newman avec Colin Firth, dans lequel elle incarne une jeune femme qui tente de fuir son passé. Le film a généralement reçu des critiques mitigées,.
En 2014, Blunt joue aux côtés de Tom Cruise dans le film de science-fiction Edge of Tomorrow, une adaptation cinématographique du roman japonais All You Need Is Kill, écrit par Hiroshi Sakurazaka. Blunt incarne Rita Vrataski, une guerrière des forces spéciales chargée de former un officier des relations publiques, joué par Cruise, pour vaincre les envahisseurs extraterrestres. Blunt s'est entraînée pendant trois mois pour son rôle, « se concentrant sur tout, des poids aux sprints, en passant par le yoga, le travail au fil aérien et la gymnastique » et sur l'étude du Krav Maga. Le film connaît un succès commercial avec 370,5 millions de dollars et des critiques positives. De nombreux critiques ont pris note du rôle atypiquement dominant joué par Blunt et Justin Chang de Variety a déclaré que « Blunt est alerte, énergique et émotionnellement présente dans un rôle peu imposant ». Pour sa performance, Blunt a remporté le Critics Choice Award de la meilleure actrice dans un film d'action. Une suite a été annoncée, dans laquelle Cruise et Blunt sont censés reprendre leurs rôles.

### Depuis 2015: expansion et reconnaissance dramatique

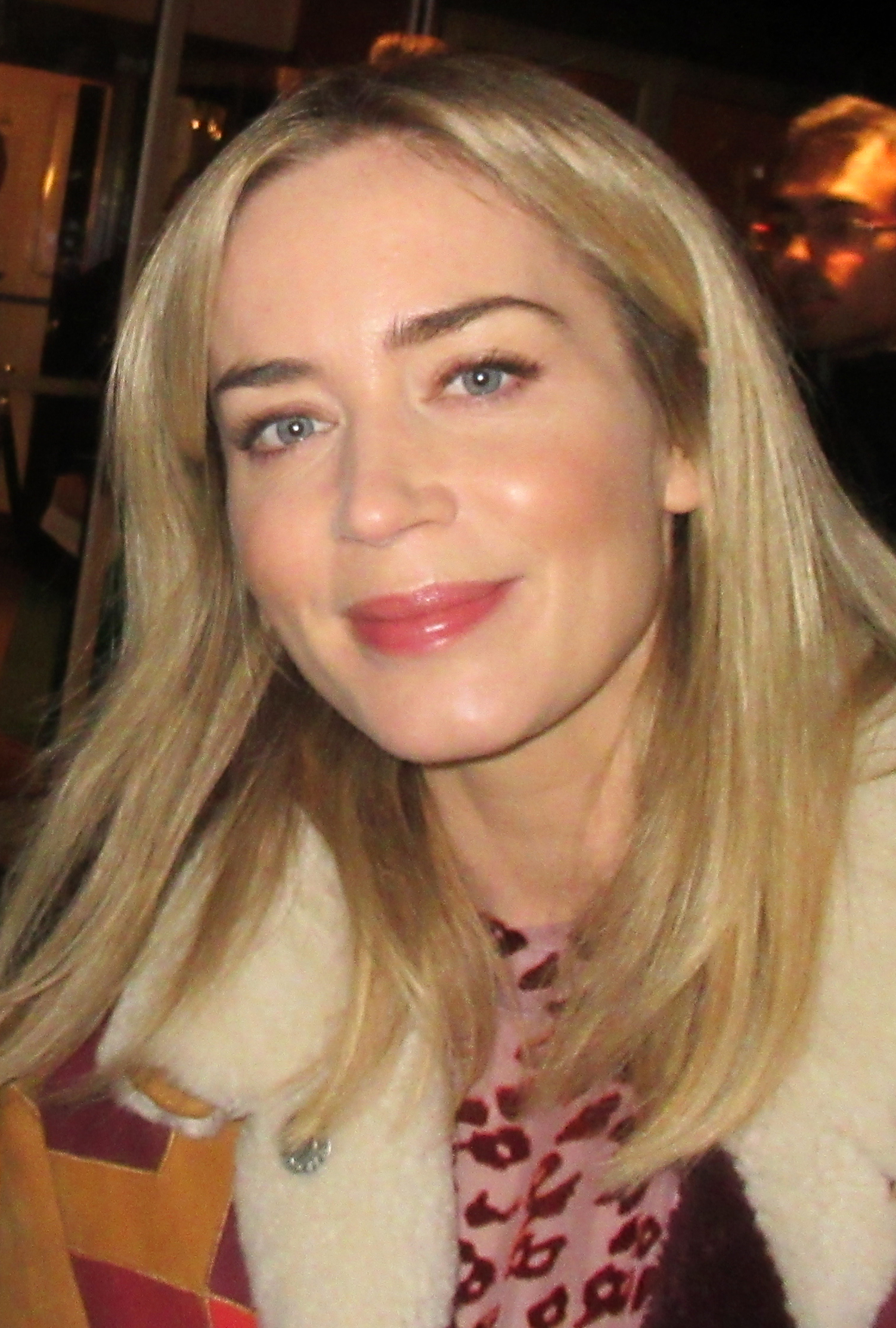
Emily Blunt en novembre 2018.

En 2014 : Emily Blunt s’essaye à la comédie musicale avec Into the Woods : promenons nous dans les bois adaptée de la pièce du compositeur Stephen Sondheim et James Lapine portée à l’écran par le réalisateur et chorégraphe américain Rob Marshall. Ce film signe également sa première collaboration avec les studios Disney puisqu’en fait ce dernier est chargé de son adaptation, sa production et sa sortie. Dans ce film, elle incarne une boulangère qui souhaite avoir un enfant avec son époux mais ne peut pas à cause d’un sortilège lancé par une vieille sorcière quelques années avant. Elle donne de sa voix aux côtés d’immenses artistes américains dont Meryl Streep, James Corden, Anna Kendrick, Johnny Depp ou encore Christine Baranski. Le film est un très bon succès aux États-Unis ou il reçoit des critiques positives tandis qu’en Europe et en particulier en France, c’est un échec commercial où il passe quasi-inaperçu.
Durant le tournage du film, l’actrice était enceinte et devait alors cacher sa grossesse sous d’immenses robes car son personnage à l’écran était censé être stérile,. Emily Blunt, garde tout le long ce secret avec Rob Marshall et son partenaire à l’écran Chris Pine qui l’aident à dissimuler la nouvelle. À la sortie d’Into the Woods : Blunt reçoit des critiques élogieuses pour son jeu et son chant. Lou Lumenick du New York Post a estimé qu’il s’agissait de l’une des meilleures performances féminines de l’année, tandis que Richard Corliss de Time faisait remarquer que « Quand Blunt est à l’écran, ces bois sont vivants de la magie d’un conte de fée fracturé ». Elle a été nommée pour son deuxième Golden Globe de la meilleure actrice dans un film musical ou une comédie.
En 2015, Blunt a joué dans le film policier Sicario, réalisé par Denis Villeneuve et ayant comme partenaires Benicio del Toro et Josh Brolin). Blunt a joué Kate Macer, agent du FBI qui aide à mettre fin aux agissements du leader d'un puissant cartel de la drogue mexicain. Le film a été sélectionné pour concourir à la Palme d'or au Festival de Cannes, où il a été salué par la critique. Blunt a reçu des éloges considérables pour sa performance. Dan Jolin du magazine Empire l'a qualifiée de « nuancée » et a déclaré que « sa détermination aiguisée devenait douloureusement ternie », tandis que Peter Bradshaw du Guardian, qui trouvait son personnage invraisemblable, a félicité Blunt pour « [le brasage] sur toute absurdité possible avec une grande concentration et un excellent front ». Blunt a été nommée pour son deuxième prix consécutif pour un Critics Choice Movie Award de la meilleure actrice dans un film d'action.
En 2016, Blunt partage la vedette aux côtés de Chris Hemsworth, Charlize Theron et Jessica Chastain dans Le Chasseur et la Reine des glaces, qui sert à la fois de prequel et de suite à Blanche Neige et le Chasseur. Le film, réalisé par Cédric Nicolas-Troyan, est un échec commercial au box-office et avait été en grande partie rejeté par la critique,. Blunt participe au thriller La Fille du train, réalisé par Tate Taylor, avec également Luke Evans, Rebecca Ferguson et Justin Theroux. Basé sur le roman à succès du même nom écrit par Paula Hawkins, Blunt joue le rôle de Rachel, une divorcée alcoolique qui participe à une enquête sur des personnes disparues. Bien que le film ait reçu un accueil mitigé de la part des critiques, qui ont estimé qu’il échoue à être à la hauteur du roman, Blunt a reçu des éloges unanimes pour sa performance. Peter Travers de Rolling Stone a déclaré à propos de l'actrice que « le film dévoile le jeu plus rapidement que le roman, mais Emily Blunt puise si profondément dans le rôle d'un black-out évanoui et peut-être d'un meurtrier qu'elle élève La Fille au niveau de l'enchantement ». Pour son travail dans La fille du train, elle a reçu des nominations pour le prix du Screen Actors Guild et pour le BAFTA de la meilleure actrice,. Elle fournit sa voix pour les films d'animation My Little Pony, le film et Animal Crackers en 2017.
L'année 2018 signe le début d'une fulgurante ascension critique pour l'actrice américano-britannique. Son rôle d'Evelyn Abbott dans le premier volet de la saga horrifique : Sans un Bruit, réalisée par son époux : John Krasinski est un très gros succès inattendu. Dans ce film, elle y joue la mère d'une une famille tourmentée par des monstres qui chassent grâce au son. Ni Krasinski ni Blunt n'avaient de projet initial pour que Blunt soit sa co-vedette dans le film avec lui, mais à la lecture du scénario, Blunt persuada Krasinski de la choisir pour le rôle féminin. Sans un bruit a servi de film d'ouverture pour le festival du film South by Southwest, où il a suscité des critiques élogieuses,. Eric Kohn de IndieWire a félicité le casting pour avoir contribué à « une intensité crédible dans leurs scènes avec un degré de sophistication rare pour ce type de matériel », tandis que Laura Prudom de IGN a noté que « Blunt, en particulier, est mis à travers l’essoreuse d’une manière qui semblerait presque ridicule si elle ne les jouait pas avec une conviction aussi convaincante »,. Tourné avec un budget modeste, le film remporte un énorme succès commercial, rapportant plus de 340 millions de $ de recettes mondiales. L'actrice rempilera pour un second volet porter par la même équipe, avec Cillian Murphy, qui connaîtra un succès plus modeste. L'actrice reçoit décroche le SAG de la meilleure actrice dans un second rôle pour le premier volet de Sans un bruit.
Emily Blunt succède à sa compatriote Julie Andrews dans le costume de la nurse créé par PL. Travers à l'occasion de la comédie musicale : Le Retour de Mary Poppins. Ce film signe ses retrouvailles avec le réalisateur Rob Marshall et sa consœur américaine Meryl Streep avec qui elle avait déjà tourner dans une autre comédie musicale des studios Disney, Into the Woods (2014). Dès son embauche, le réalisateur fait part de son désir de confier le personnage de Mary Poppins à l'actrice. Accueillie vivement par le public, certains internautes regrettent toutefois le choix et développe une pétition contre le choix d'Emily Blunt en Mary Poppins. La première interprète du rôle Julie Andrews apporte son soutien à la suite et au choix de la comédienne. Pour les besoins du film, elle se remet au chant, à la danse. L'artiste Lin-Manuel Miranda lui donne la réplique et elle partage quelques scènes avec Dick Van Dyke. A sa sortie en salles, le film est globalement bien reçu par les critiques. Écrivant pour Variety, Owen Gleiberman a conclu que Blunt était « pratiquement parfaite à tous les égards » et a ajouté qu'elle « habite l'esprit envoûtant et envoûtant de Mary Poppins et qu'elle génère son propre rayonnement ». Le film rapporte plus de 349 millions de $ de recettes mondiales. Pour son personnage de Mary Poppins, Emily Blunt décroche une nouvelle nomination aux Goldens Globes dans la catégorie : meilleure actrice dans un film musical ou de comédie,.
Après une pause de deux ans, elle revient avec le film d’aventure des Studios Disney : Jungle Cruise où elle donne la réplique à l’acteur Dwayne Johnson. Ce blockbuster d'action et d'aventure signe sa troisième collaboration avec la firme. Malgré des critiques pour la plupart mitigées, Jungle Cruise bénéficie d'un redoutable bouche à oreille qui lui permet d'engranger 220,9 millions de dollars. Véritable succès populaire pour les Studios Disney, ces derniers décident de mettre en chantier un second volet toujours avec Blunt et Johnson dans les rôles principaux. Elle change de registre avec la comédie romantique Amours irlandaises adaptée d’une pièce présentée à Broadway où elle tient à nouveau le premier rôle avec Jamie Dornan.
Elle incarne une mère prête à venger la mort de son fils dans la mini-série western The English, produite par Amazon Studios. Pour ce rôle, Emily Blunt s'implique totalement prenant des cours d'équitation et portant un corset qui lui provoque de nombreuses douleurs. La mini-série est présentée en première mondiale lors du 5e Festival CanneSérie, en France. Lors d'une interview, elle confie que même si elle a aimé tourner The English, elle ne « supporte plus les rôles de femmes fortes. » les trouvant trop « stoïques ». Sa performance est qualifiée tantôt de « formidable » tantôt d'« éblouissante ». Elle rejoint également la distribution d'une autre grosse production Marchands de douleur ou elle donne la réplique à Chris Evans. Le film reçoit des critiques mitigées.
Elle tourne ensuite sous la direction du réalisateur britannique Christopher Nolan le film biographique Oppenheimer centré sur l'inventeur de la bombe atomique dans le contexte de la guerre. Personnellement choisie par le réalisateur Christopher Nolan, elle y incarne l'épouse d'Oppenheimer interprété par Cillian Murphy, et avec qui elle avait déjà collaboré sur le film d'horreur Sans un bruit 2. Elle complète alors une impressionnante distribution composée aussi de Robert Downey Jr, Matt Damon, Gary Oldman et Rami Malek. Ce film connaît un énorme succès en raison du fait qu'il soit sorti le même jour que la comédie Barbie. Cette coïncidence donne lieu à l'un des phénomènes de l'été : Barbenheimer. En décembre 2023, elle décroche sa 7e nomination aux Goldens Globes pour son rôle dans le film. Elle perd le prix face à la chanteuse Da'Vine Joy Randolph pour le film Winter Break. Néanmoins ce soir là, Oppenheimer s'avère être le grand vainqueur de la soirée. Pour ce film elle obtient sa première nomination aux Oscars dans la catégorie : meilleure actrice dans un second rôle.
En 2024, elle joue le rôle d'une réalisatrice dans la comédie d'action The Fall Guy. Le film la voit partager l'affiche face à l'acteur canadien Ryan Gosling. La réception critique et commerciale est plutôt enthousiasmante dans l'ensemble et son duo avec Ryan Gosling salué. Pour ce personnage, la comédienne britannico-américaine dit s’être inspirée de la personnalité et du travail de Greta Gerwig, figure de proue du « renouveau des réalisatrices ». Quelque temps plus tard, elle retrouve son mari John Krasinski pour le film d'animation Blue et Compagnie pour lequel elle double le personnage de Uni, une licorne. Elle complète une distribution d'acteurs qui compte aussi Steve Carell, Awkwafina, Brad Pitt et Keegan-Michael Key.
En juillet de la même année, elle annonce par voie de presse reprendre son rôle de la comédie Le Diable s'habille en Prada, à l'occasion du projet de suite développé par les studios Disney. Elle y retrouverait Anne Hathaway, Stanley Tucci et Meryl Streep avec qui elle a déjà collaboré à trois reprises.
Elle est ensuite choisie personnellement par le réalisateur Steven Spielberg pour tenir le rôle principal féminin de son nouveau film intitulé The Dish. Elle y aura pour partenaire le jeune premier Josh O'Connor qui doit alors tenir le rôle masculin principal. Ce film signe également sa troisième collaboration avec Colin Firth, six ans après la comédie musicale Le Retour de Mary Poppins (2018). Le film compte aussi les présences de Colman Domingo, Eve Hewson avec qui elle travaille pour la première fois.
En 2025 : Emily Blunt sera à l'affiche du film biographique The Smashing Machine, première réalisation en solo de Ben Safdie consacré au champion d'arts martiaux, Mark Kerr. Elle y retrouve son partenaire de jeu, Dwayne Johnson, dont elle sera l'épouse à l'écran. Le film est distribué par la société de production et distribution A24. Elle est ensuite annoncée dans le prochain film de gangsters du réalisateur Martin Scorsese dans lequel elle donnera la réplique à Leonardo DiCaprio et signe sa troisième collaboration avec Dwayne Johnson.

## Autres activités
En novembre 2011, Emily Blunt est la nouvelle égérie d’Yves Saint Laurent et incarne son parfum Opium dans un clip qui la met en scène avec un léopard.

## Vie privée

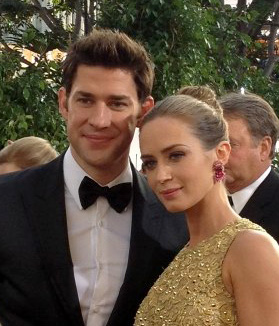
Emily et son mari John Krasinski aux Golden Globes 2013.

Après avoir vécu avec le chanteur Michael Bublé de 2005 à 2008, Emily Blunt s'est mariée avec l'acteur John Krasinski après un an de vie commune, le 10 juillet 2010 lors d'une cérémonie privée à Côme, en Italie,,. Le couple accueille une petite Hazel le 16 février 2014. Le 27 janvier 2016, John Krasinski et Emily Blunt annoncent attendre leur deuxième enfant dont la naissance est prévue pour le printemps 2016. Elle donne naissance en juin 2016 à une deuxième petite fille prénommée Violet.
Elle est la belle-sœur de son partenaire du Diable s'habille en Prada, Stanley Tucci, qui a épousé sa sœur. Emily fut à l'origine de leur rencontre.
Elle est une amie proche des actrices Amy Adams, Anne Hathaway et Meryl Streep, respectivement ses partenaires sur Sunshine Cleaning pour la première et Le Diable s'habille en Prada pour les deux autres. Elle est la marraine de la fille d'Amy Adams, Aviana, née en 2010. Elle est également une amie proche des humoristes et animateurs TV Ellen DeGeneres et Jimmy Kimmel (le second a été d’ailleurs son voisin) ainsi que de l'actrice Jessica Chastain, avec laquelle elle a tourné Le Chasseur et la Reine des glaces et a assisté au mariage de cette dernière en juin 2017.
Le 4 août 2015, Emily Blunt obtient la nationalité américaine.

## Filmographie

### Cinéma

#### Longs métrages

##### Années 2000
- 2004 : My Summer of Love de Pawel Pawlikowski : Tamsin
- 2006 : Irresistible de Ann Turner : Mara
- 2006 : Le diable s'habille en Prada (The Devil Wears Prada) de David Frankel : Emily Charlton
- 2007 : Wind Chill de Gregory Jacobs : la jeune femme
- 2007 : Lettre ouverte à Jane Austen (The Jane Austen Book Club) de Robin Swicord : Prudie Drummond
- 2007 : Coup de foudre à Rhode Island (Dan in Real Life) de Peter Hedges : Ruthie Draper
- 2007 : La Guerre selon Charlie Wilson (Charlie Wilson's War) de Mike Nichols : Jane Liddle
- 2008 : Sunshine Cleaning de Christine Jeffs : Norah Lorkowski
- 2008 : Mister Showman (The Great Buck Howard) de Sean McGinly (en) : Valerie Brennan
- 2009 : Victoria : Les Jeunes Années d'une reine (The Young Victoria) de Jean-Marc Vallée : Victoria

##### Années 2010
- 2010 : Wolfman (The Wolfman) de Joe Johnston : Gwen Conliffe
- 2010 : Petits Meurtres à l'anglaise (Wild Target) de Jonathan Lynn : Rose
- 2010 : Les Voyages de Gulliver (Gulliver's Travels) de Rob Letterman : Princesse Mary
- 2011 : L'Agence (The Adjustment Bureau) de George Nolfi : Elise Sellas
- 2011 : Des saumons dans le désert (Salmon Fishing in the Yemen) de Lasse Hallström : Harriet Chetwode-Talbot
- 2011 : Ma meilleure amie, sa sœur et moi (Your Sister's Sister) de Lynn Shelton : Iris
- 2011 : Les Muppets, le retour (The Muppets) de James Bobin : la réceptionniste de Miss Piggy
- 2012 : Cinq Ans de réflexion (The Five-Year Engagement) de Nicholas Stoller : Violet Barnes
- 2012 : Looper de Rian Johnson : Sara
- 2012 : Arthur Newman de Dante Ariola : Michaela Fitzgerald/Charlotte Fitzgerald
- 2014 : Edge of Tomorrow de Doug Liman : Rita Vrataski
- 2014 : Into the Woods : Promenons-nous dans les bois (Into The Woods) de Rob Marshall : la femme du boulanger
- 2015 : Sicario de Denis Villeneuve : Kate Macer[111]
- 2016 : Le Chasseur et la Reine des glaces (The Huntsman : Winter's War) de Cédric Nicolas-Troyan : Freya
- 2016 : La Fille du train (The Girl on The Train) de Tate Taylor : Rachel Watson
- 2018 : Sans un bruit (A Quiet Place) de John Krasinski : Evelyn Abbott
- 2018 : Le Retour de Mary Poppins (Mary Poppins Returns) de Rob Marshall : Mary Poppins

##### Années 2020
- 2020 : Sans un bruit 2 (A Quiet Place Part II) de John Krasinski : Evelyn Abott
- 2020 : Amours irlandaises (Wild Mountain Thyme) de John Patrick Shanley : Rosemary Muldoon
- 2021 : Jungle Cruise de Jaume Collet-Serra : Lily Houghton
- 2023 : Oppenheimer de Christopher Nolan : Katherine Oppenheimer
- 2023 : Marchands de douleur (Pain Hustlers) de David Yates : Liza Drake
- 2024 : The Fall Guy de David Leitch : Jody Moreno
- 2024 : Blue et Compagnie (IF) de John Krasinski : Lili (voix)
- 2025 : The Smashing Machine de Benny Safdie : Dawn Staples
- 2026 : Disclosure de Steven Spielberg

#### Court métrage
- 2009 : Curiosity de Toby Spanton : Emma

#### Films d'animations
- 2011 : Gnoméo et Juliette (Gnomeo & Juliet) de Kelly Asbury : Juliette (voix)
- 2013 : Le vent se lève (The Wind Rises) de Hayao Miyazaki : Naoko Satomi (voix)
- 2017 : Animal Crackers de Tony Bancroft, Scott Christian Sava et Jaime Maestro : Zoe (voix)
- 2017 : My Little Pony : Le Film (My Little Pony The Movie) de Jayson Thiessen : Tempest Shadow (voix)
- 2018 : Sherlock Gnomes de John Stevenson : Juliette (voix)

### Télévision

#### Téléfilms
- 2003 : Légions : Les Guerriers de Rome (Boudica) de Bill Anderson : Isolda
- 2003 : Henry VIII de Pete Travis : Catherine Howard
- 2005 : The Strange Case of Sherlock Holmes & Arthur Conan Doyle de Cilla Ware : Jean Leckie
- 2005 : Gideon's Daughter de Stephen Poliakoff : Natasha

#### Séries télévisées
- 2003 : Foyle's War : Lucy Markham (épisode 3 - saison 2 : War Games)
- 2004 : Hercule Poirot (Poirot) : Linnet Ridgeway-Doyle (épisode 3 - saison 9 : Mort sur le Nil)
- 2005 : Empire : Camane (mini-série de six épisodes)
- 2009 : Les Simpson (The Simpsons) : Juliette (voix, épisode 9 - saison 20 : Lisa la reine du drame)
- 2022 : The English : Cornelia Locke (mini série de six épisodes)

## Distinctions

### Récompenses
- Golden Globes 2007 : Meilleure actrice dans un second rôle dans une série, une mini-série ou un téléfilm pour Gideon's Daughter
- Women in Film Crystal Awards 2007 : Meilleure jeune actrice ou visage du futur pour Gideon's Daughter
- BAFTA/LA Britannia Awards 2007 : Meilleure artiste britannique de l'année pour Gideon's Daughter
- Vancouver Film Critics Circle 2010 : Meilleure actrice dans un film canadien pour Victoria : Les Jeunes Années d'une reine
- Saturn Awards 2012 : Meilleure actrice dans un second rôle pour L'Agence
- EDA Awards 2015 : Kick Ass Award de la meilleure actrice de film d'action pour Edge of Tomorrow
- Screen Actors Guild Awards 2019 : Meilleure actrice dans un second rôle pour Sans un bruit

### Nominations
- British Academy Film Awards 2006 : Meilleur espoir féminin et meilleure actrice dans un second rôle pour Le Diable s'habille en Prada
- Teen Choice Awards 2006 : Révélation féminine de l'année pour Le Diable s'habille en Prada
- Golden Globes 2007 : Meilleure actrice dans un second rôle pour Le Diable s'habille en Prada
- Awards Circuit Community Awards 2007 : Meilleure actrice dans un second rôle pour Le Diable s'habille en Prada
- Satellite Awards 2009 : 
  - Meilleure actrice dans un second rôle pour Sunshine Cleaning
  - Meilleure actrice dans un film dramatique pour Victoria : Les Jeunes Années d'une reine
- Golden Globes 2010 : Meilleure actrice dans un film dramatique pour Victoria : Les Jeunes Années d'une reine
- Scream Awards de la meilleure actrice dans un film d'horreur 2010 pour Wolfman
- Women Film Critics Circle Award 2011 : meilleur couple à l'écran (partagé avec James McAvoy) pour Gnoméo et Juliette
- Golden Globes 2013 : Meilleure actrice dans un film musical ou une comédie pour Des saumons dans le désert
- Golden Globes 2015 : Meilleure actrice dans un film musical ou une comédie pour Into the Woods, promenons nous dans les bois
- Washington DC Area Film Critics Association Awards 2015 : meilleure distribution pour Into the Woods, promenons nous dans les bois
- Saturn Awards 2015 : Meilleure actrice pour Edge of Tomorrow
- Teen Choice Awards 2015 : meilleure actrice dans un film d'action ou d'aventure pour Edge of Tomorrow
- Women Film Critics Circle Awards 2016 : meilleure actrice pour Sicario
- Critics' Choice Movie Awards 2016 : meilleure actrice pour Sicario
- EDA Awards 2016 : meilleure actrice dans un film d'action pour Sicario
- Saturn Awards 2016 : meilleure actrice pour Sicario
- AACTA International Awards 2016 : meilleure actrice pour Sicario
- Critics' Choice Movie Awards 2016 : Meilleure actrice dans un film d'action pour Sicario
- British Academy Film Awards 2017 : Meilleure actrice pour La Fille du train
- Screen Actors Guild Awards 2017 : Meilleure actrice pour La Fille du train
- Saturn Awards 2017 : meilleure actrice pour La Fille du train
- AACTA International Awards 2018 : Meilleure actrice dans un second rôle pour Sans un bruit
- St. Louis Film Critics Awards 2018 : Meilleure actrice dans un second rôle pour Sans un bruit
- Kids' Choice Awards 2019 : Actrice de film préférée pour Le Retour de Mary Poppins
- Golden Globes 2019 : Meilleure actrice dans un film musical ou une comédie pour Le Retour de Mary Poppins
- Screen Actors Guild Awards 2019 : Meilleure actrice pour Le Retour de Mary Poppins
- Saturn Awards 2019 : Meilleure actrice pour Le Retour de Mary Poppins
- Golden Globes 2024 : Meilleure actrice dans un second rôle pour Oppenheimer
- Screen Actors Guild Awards 2024 : Meilleure actrice dans un second rôle pour Oppenheimer
- Oscars 2024 : Meilleure actrice dans un second rôle pour Oppenheimer

 Sauf indication contraire, les informations mentionnées dans cette section peuvent être confirmées par la base de données cinématographiques IMDb,  présente dans la section « Liens externes ».

## Voix francophones
En France, Laëtitia Lefebvre est la voix régulière d'Emily Blunt notamment dans L'Agence, Looper, Edge of Tomorrow, Sans un bruit ou encore Oppenheimer. Cependant, à quelques occasions, elle a été remplacée par Elisabeth Ventura (notamment pour Sicario et La Fille du train), Céline Mauge (dans La Guerre selon Charlie Wilson et Petits meurtres à l'anglaise) et Léovanie Raud (dans les films Le Retour de Mary Poppins, Jungle Cruise et The Fall Guy). En 2007, à titre exceptionnel, elle est doublée par Nathalie Spitzer dans Coup de foudre à Rhode Island.
Au Québec, elle est principalement doublée par Camille Cyr-Desmarais (Le Diable s'habille en Prada, Looper : Les Tueurs du temps, Partie de pêche au Yémen, Sicario, Un coin tranquille, etc.). Catherine Hamann reprend exceptionnellement le texte en français pour Le Loup-Garou et Le Chasseur : La Guerre hivernale.

### Versions françaises
- Laëtitia Lefebvre dans L'Agence[112], Looper[112], Edge of Tomorrow[112], Sans un bruit[112], etc.
- Élisabeth Ventura dans Sicario, La Fille du train, etc.
- Léovanie Raud dans Le Retour de Mary Poppins, Jungle Cruise, etc.

### Versions québécoises
- Camille Cyr-Desmarais dans Le Diable s'habille en Prada[114], Looper: Les Tueurs du temps[114], Partie de pêche au Yémen[114], Sicario[114], Un coin tranquille[114], etc.